# Comuna Sărata Nouă, Leova
Comuna Sărata Nouă este o comună din raionul Leova, Republica Moldova. Este formată din satele Sărata Nouă (sat-reședință) și Bulgărica.

## Administrație și politică
Componența Consiliului local Sărata Nouă (9 consilieri), ales la 5 noiembrie 2023, este următoarea:
|  | Partid                                       | Consilieri | Componență | Componență | Componență | Componență | Componență | Componență |
|  | -------------------------------------------- | ---------- | ---------- | ---------- | ---------- | ---------- | ---------- | ---------- |
|  | Partidul Acțiune și Solidaritate             | 6          |            |            |            |            |            |            |
|  | Partidul Socialiștilor din Republica Moldova | 3          |            |            |            |            |            |            |